# Bogstunnel

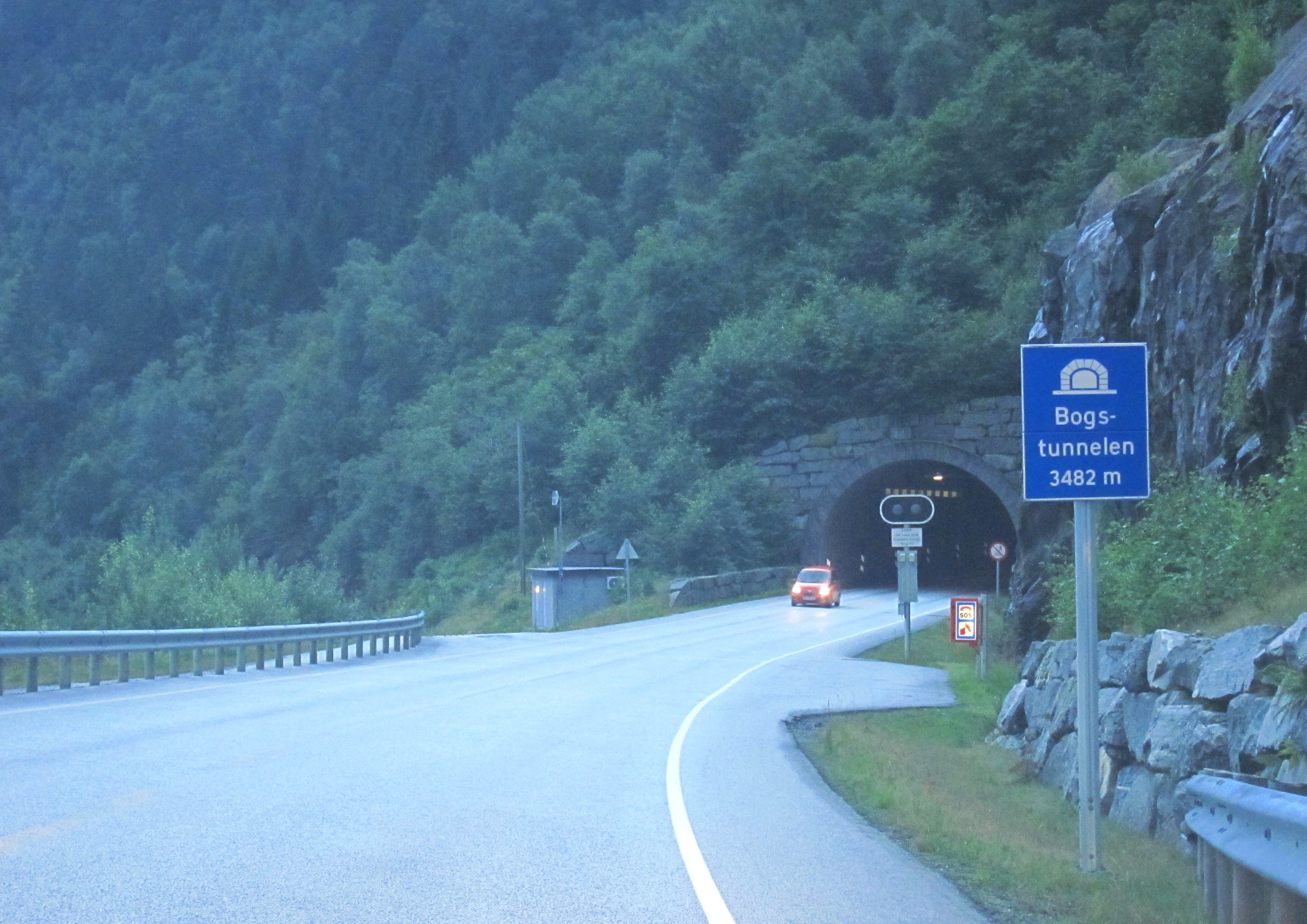
Bogstunnel (2013)

Der Bogstunnel ist ein einröhriger Straßentunnel durch den Fløyen zwischen Bogen am Vadheimsfjord und Teigen am Sognefjord in der Kommune Høyanger in der norwegischen Provinz Vestland. Der Tunnel im Verlauf der Europastraße 39 ist 3482 Meter lang. Er ersetzte eine stark lawinengefährdete Wegstrecke.